# Benedykt z Sandomierza
Benedykt z Sandomierza, Benedykt Sandomierzanin (XVI w.) – architekt i murator, pochodzący przypuszczalnie z obszaru bawarsko-frankońskiego. 
Na polecenie króla Zygmunta Starego w latach 1512–1519 zbudował Wieżę Królewską w Piotrkowie Trybunalskim. W latach 1524–29 pełnił funkcję kierownika prac modernizacyjnych na zamku na Wawelu, prowadzonych po pożarze z 1499. Przed nim funkcję tę obejmowali Franciszek Florentczyk i Bartolommeo Berrecci. Pod kierunkiem Benedykta wykonano wschodnie skrzydło zamku, portale na zamku, łączące w sobie motywy renesansowe i gotyckie: laskowania, przerywane łuki, rozety, sznury, ornamenty itp. W trakcie powstania warszawskiego zaginęła księga rachunków wielkorządowych, zawierająca informację o odprawie Benedykta ze służby królewskiej w 1530 roku, na którą powołuje się – niestety bez cytatu Stefan Komornicki.

## Główne dzieła
- Zamek Królewski w Piotrkowie Trybunalskim
- Zamek Królewski na Wawelu
- Zamek w Sandomierzu (1514/1520-1527), przypuszczalnie
- Zamek Królewski w Niepołomicach, przypuszczalnie

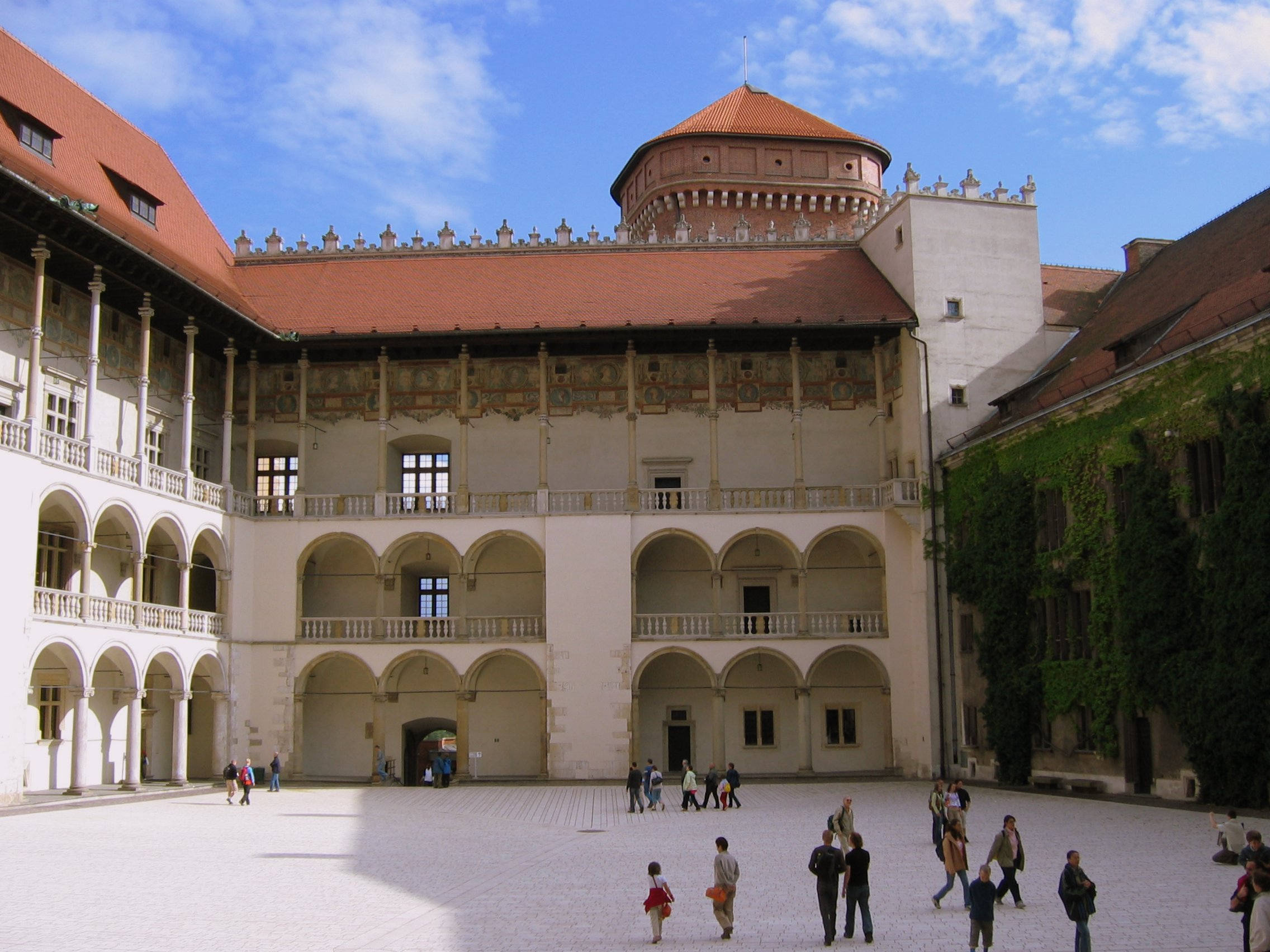
Dziedziniec zamku w Krakowie
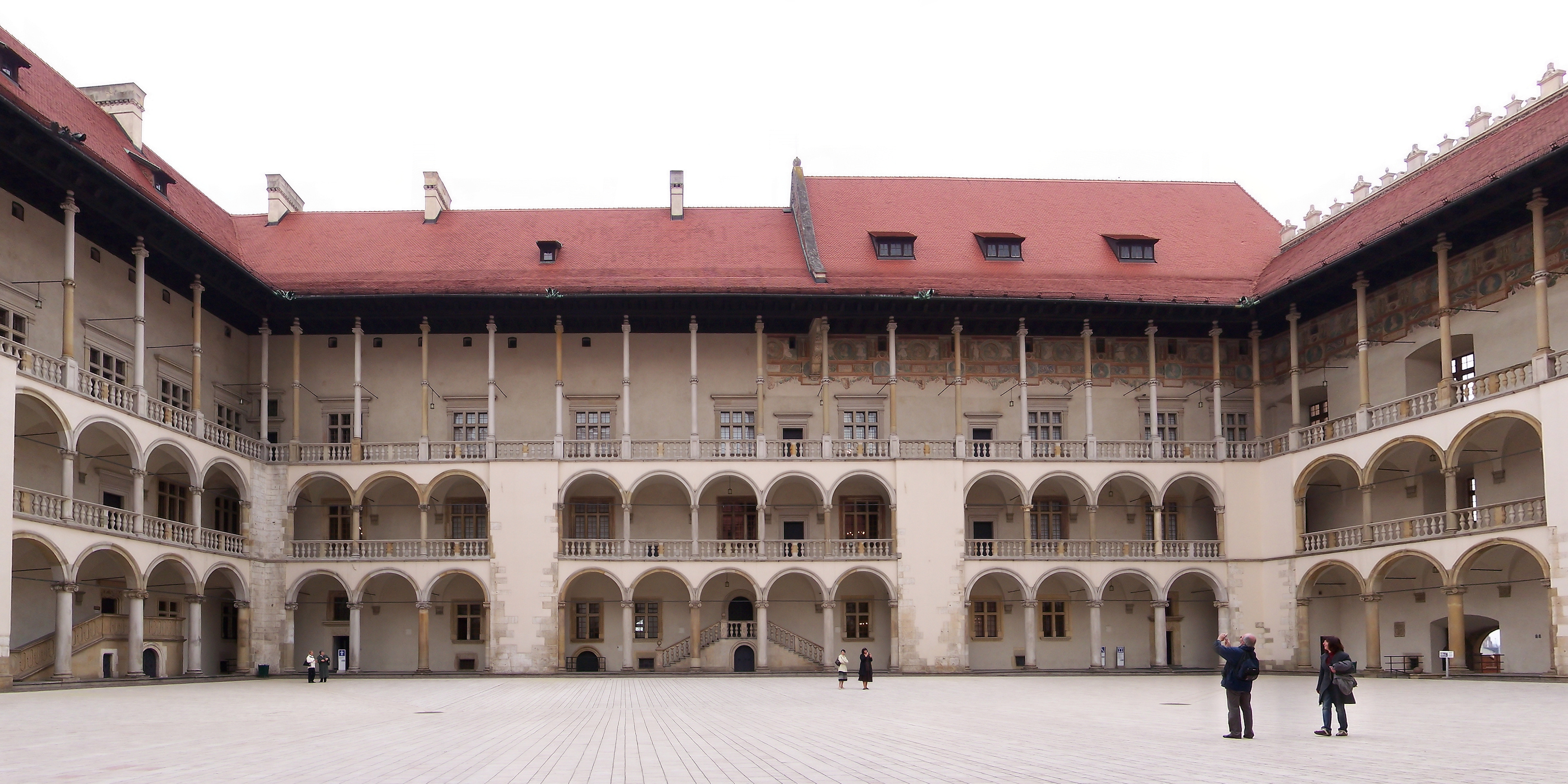
Wawel - wschodnie skrzydło zamku
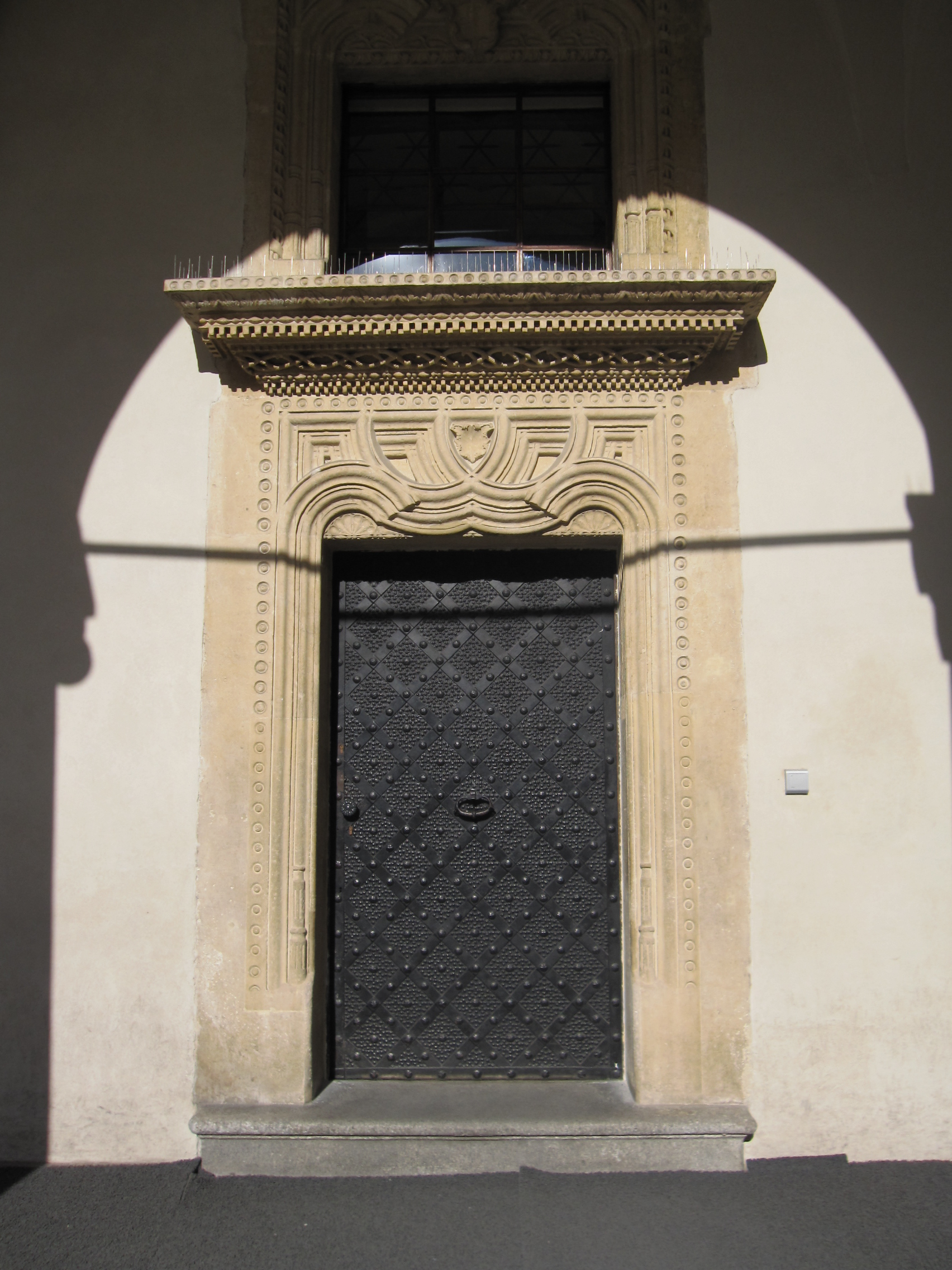
Jeden z portali na dziedzińcu zamku wawelskiego
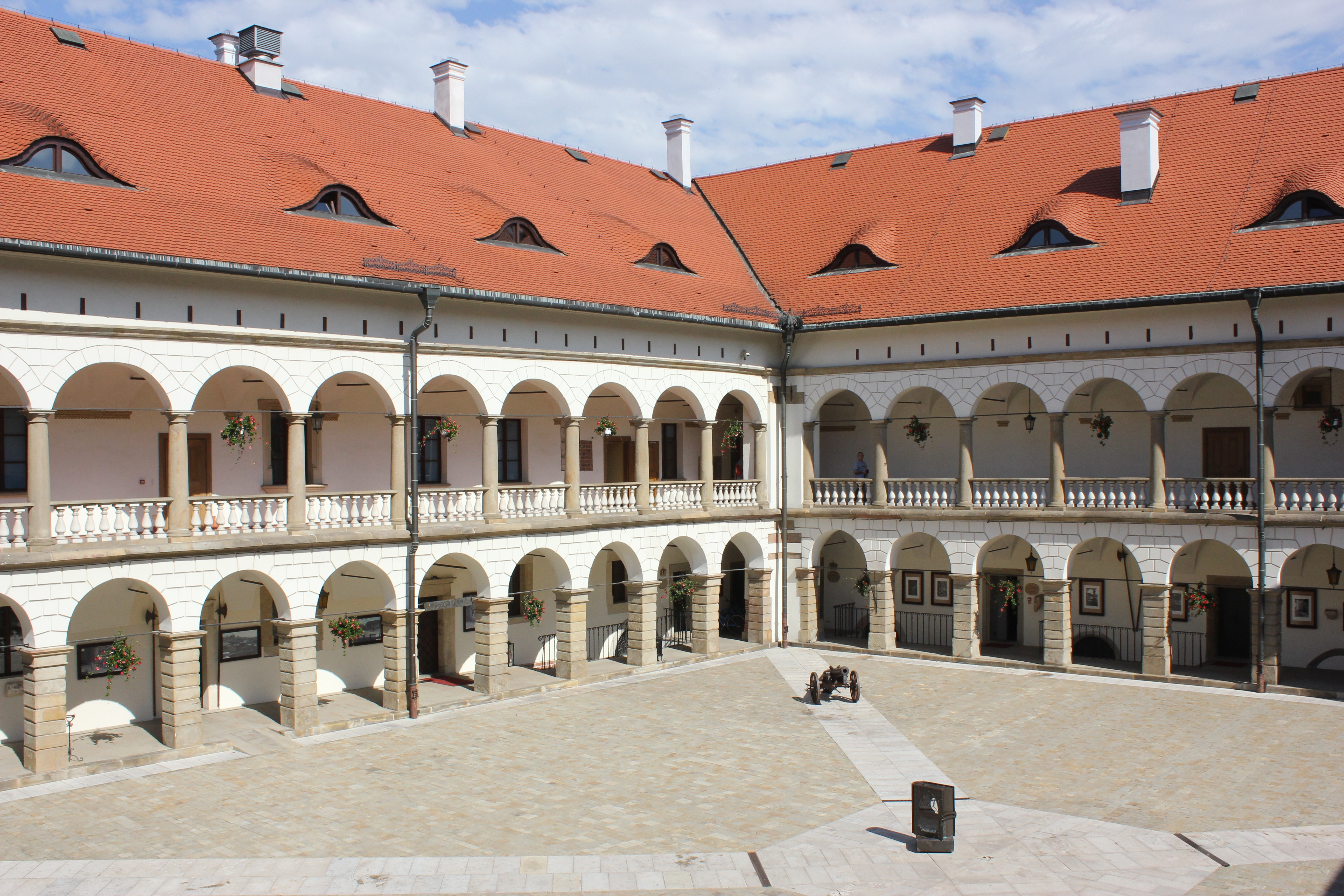
Niepołomice - dziedziniec zamku
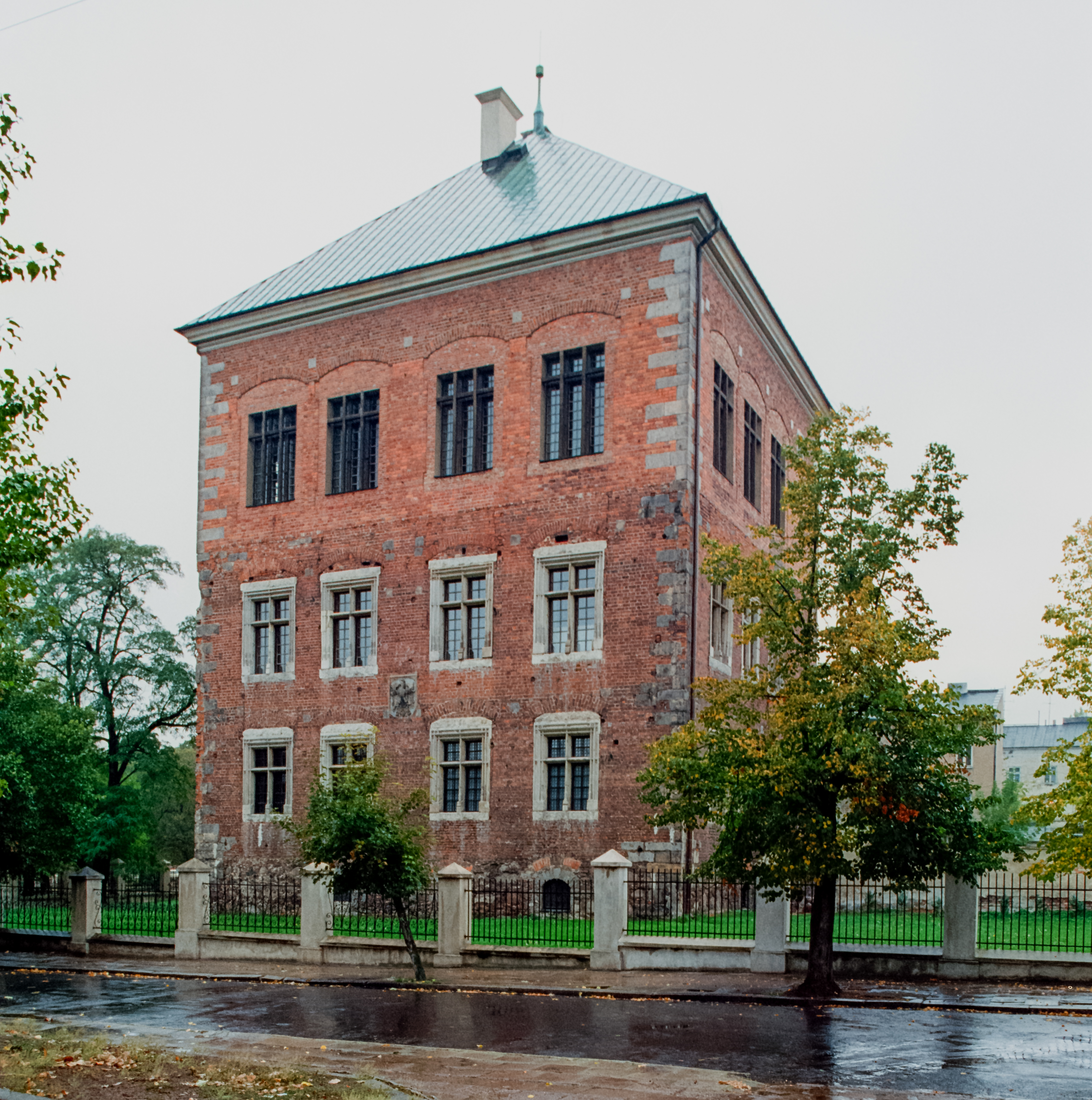
Wieża Królewska w Piotrkowie